# Друга лінія (Пусанський метрополітен)
Друга лінія (Пусанський метрополітен) (кор. 부산 도시철도 2호선) — одна з ліній метрополітену у південнокорейському місті Пусан. 

## Історія
Проектування лінії розпочалося в 1987 році. Будівництво першої черги розпочалося у листопаді 1991 року, дільниця з 21 станції від станції «Сомьон» до станції «Хопхо», була відкрита через 8 років. У наступні декілька років лінія була суттєво розширена на схід. Спочатку станції не були обладнані станційними дверима що відділяють платформу від потяга (станції закритого типу). З середини 2000-х почалася реконструкція станцій та встановлення станційних дверей, яка тривала до 2016 року.

### Хронологія подальшого розвитку
- 8 серпня 2001 — розширення лінії на схід на 9 станції, черга «Сомьон»-«Кимньонсан».
- 16 січня 2002 — розширення лінії на схід на 1 станцію «Кванган».
- 29 серпня 2002 — розширення лінії на схід на 8 станцій, дільниця «Кванган»-«Чангсан».
- 10 січня 2008 — розширення лінії на північна 2 станції (ще 2 відкриються на діючій ділянці), дільниця «Хопхо»-«Янсан».
- 1 жовтня 2009 — відкриття на діючій ділянці станції «Кампус Янсан Пусанського національного університету».
- 24 вересня 2015 — відкриття на діючій дільниці станції «Чингсан».

## Лінія
Маршрут лінії проходить зі сходу на північ. Більша частина станцій розташована в Пусані, але північна частина лінії виходить за межі міста та обслуговує місто Янсан в провінції Південний Кьонсан. На лінії використовуються шестивагонні потяги що живляться від повітряної контактної мережі. Рухомий склад складається з 336 вагонів, лінію обслуговують 56 шестивагонних потяги. Переважна більшість станцій — підземна з береговими платформами, лише 6 станцій на північній ділянці —  естакадні. Подорож між кінцевими станціями займає приблизно 1 годину 24 хвилини.

## Станції
Станції зі сходу на північ.
| Друга лінія |                                                           |                           |                                                    |                                |                     |                                    |                 |
| № станції   | Назва українською                                         | Назва корейською          | Назва англійською                                  | Розташування                   | Пересадка           | Тип                                | Дата відкриття  |
| 201         | «Чангсан»                                                 | 장산                      | «Jangsan»                                          | Район Хьоунде, Пусан           |                     | Підземна з острівною платформою    | 29 серпня 2002  |
| 202         | «Чунгдонг»                                                | 중동                      | «Jung-dong»                                        | Район Хьоунде, Пусан           |                     | Підземна з береговими платформами  | 29 серпня 2002  |
| 203         | «Хьоунде»                                                 | 해운대                    | «Haeundae»                                         | Район Хьоунде, Пусан           |                     | Підземна з береговими платформами  | 29 серпня 2002  |
| 204         | «Донгбек»                                                 | 동백                      | «Dongbaek»                                         | Район Хьоунде, Пусан           |                     | Підземна з береговими платформами  | 29 серпня 2002  |
| 205         | «БЕКСКО»                                                  | 벡스코                    | «BEXCO»                                            | Район Хьоунде, Пусан           |                     | Підземна з береговими платформами  | 29 серпня 2002  |
| 206         | «Сентум Сіті»                                             | 센텀시티                  | «Centum City»                                      | Район Хьоунде, Пусан           |                     | Підземна з береговими платформами  | 29 серпня 2002  |
| 207         | «Міллак»                                                  | 민락                      | «Millak»                                           | Район Суйон, Пусан             |                     | Підземна з береговими платформами  | 29 серпня 2002  |
| 208         | «Суйон»                                                   | 수영                      | «Suyeong»                                          | Район Суйон, Пусан             | Третя лінія         | Підземна з острівною платформою    | 29 серпня 2002  |
| 209         | «Кванган»                                                 | 광안                      | «Gwangan»                                          | Район Суйон, Пусан             |                     | Підземна з береговими платформами  | 16 січня 2002   |
| 210         | «Кимньонсан»                                              | 금련산                    | «Geumnyeonsan»                                     | Район Суйон, Пусан             |                     | Підземна з береговими платформами  | 8 серпня 2001   |
| 211         | «Намчхон»                                                 | 남천                      | «Namcheon»                                         | Район Суйон, Пусан             |                     | Підземна з береговими платформами  | 8 серпня 2001   |
| 212         | «Університет Кьонгсан / Національний Університет Пукьонг» | 경성대·부경대             | «Kyungsung University–Pukyong National University» | Район Нам, Пусан               |                     | Підземна з береговими платформами  | 8 серпня 2001   |
| 213         | «Дейон»                                                   | 대연                      | «Daeyeon»                                          | Район Нам, Пусан               |                     | Підземна з береговими платформами  | 8 серпня 2001   |
| 214         | «Мотголь»                                                 | Motgol                    | «Motgol»                                           | Район Нам, Пусан               |                     | Підземна з береговими платформами  | 8 серпня 2001   |
| 215         | «Чігеголь»                                                | 지게골                    | «Jigegol»                                          | Район Нам, Пусан               |                     | Підземна з береговими платформами  | 8 серпня 2001   |
| 216         | «Мунхьон»                                                 | 문현                      | «Munhyeon»                                         | Район Нам, Пусан               |                     | Підземна з береговими платформами  | 8 серпня 2001   |
| 217         | «Пусанський Міжнародний Фінансовий Центр/Банк Пусана»     | 부산국제금융센터·부산은행 | «Busan International Finance Center–Busan Bank»    | Район Нам, Пусан               |                     | Підземна з береговими платформами  | 8 серпня 2001   |
| 218         | «Чонпхо»                                                  | 전포                      | «Jeonpo»                                           | Район Пусанджін, Пусан         |                     | Підземна з береговими платформами  | 8 серпня 2001   |
| 219         | «Сомьон»                                                  | 서면                      | «Seomyeon»                                         | Район Пусанджін, Пусан         | Перша лінія         | Підземна з береговими платформами  | 30 червня 1999  |
| 220         | «Буам»                                                    | 부암                      | «Buam»                                             | Район Пусанджін, Пусан         |                     | Підземна з береговими платформами  | 30 червня 1999  |
| 221         | «Кая»                                                     | 가야                      | «Gaya»                                             | Район Пусанджін, Пусан         |                     | Підземна з береговими платформами  | 30 червня 1999  |
| 222         | «Університет Донг'ї»                                      | 동의대                    | «Dong-eui University»                              | Район Пусанджін, Пусан         |                     | Підземна з береговими платформами  | 30 червня 1999  |
| 223         | «Кегим»                                                   | 개금                      | «Gaegeum»                                          | Район Пусанджін, Пусан         |                     | Підземна з береговими платформами  | 30 червня 1999  |
| 224         | «Ненгчон»                                                 | 냉정                      | «Naengjeong»                                       | Район Сасан, Пусан             |                     | Підземна з береговими платформами  | 30 червня 1999  |
| 225         | «Чуре»                                                    | 주례                      | «Jurye»                                            | Район Сасан, Пусан             |                     | Підземна з береговими платформами  | 30 червня 1999  |
| 226         | «Камчон»                                                  | 감전                      | «Gamjeon»                                          | Район Сасан, Пусан             |                     | Підземна з береговими платформами  | 30 червня 1999  |
| 227         | «Сасан»                                                   | 사상                      | «Sasang»                                           | Район Сасан, Пусан             | Лінія Пусан — Кімхе | Підземна з береговими платформами  | 30 червня 1999  |
| 228         | «Докпхо»                                                  | 덕포                      | «Deokpo»                                           | Район Сасан, Пусан             |                     | Підземна з береговими платформами  | 30 червня 1999  |
| 229         | «Модок»                                                   | 모덕                      | «Modeok»                                           | Район Сасан, Пусан             |                     | Підземна з береговими платформами  | 30 червня 1999  |
| 230         | «Мора»                                                    | 모라                      | «Mora»                                             | Район Сасан, Пусан             |                     | Підземна з береговими платформами  | 30 червня 1999  |
| 231         | «Кунам»                                                   | 구남                      | «Gunam»                                            | Район Бук, Пусан               |                     | Підземна з береговими платформами  | 30 червня 1999  |
| 232         | «Кумьон»                                                  |                           | «Gumyeong»                                         | Район Бук, Пусан               |                     | Підземна з береговими платформами  | 30 червня 1999  |
| 233         | «Докчхон»                                                 | 덕천                      | «Deokcheon»                                        | Район Бук, Пусан               | Третя лінія         | Підземна з береговими платформами  | 30 червня 1999  |
| 234         | «Сучон»                                                   | 수정                      | «Sujeong»                                          | Район Бук, Пусан               |                     | Підземна з береговими платформами  | 30 червня 1999  |
| 235         | «Хвамьон»                                                 | 화명                      | «Hwamyeong»                                        | Район Бук, Пусан               |                     | Підземна з береговими платформами  | 30 червня 1999  |
| 236         | «Юллі»                                                    | 율리                      | «Yulli»                                            | Район Бук, Пусан               |                     | Підземна з береговими платформами  | 30 червня 1999  |
| 237         | «Донгвон»                                                 | 동원                      | «Dongwon»                                          | Район Бук, Пусан               |                     | Підземна з береговими платформами  | 30 червня 1999  |
| 238         | «Кимгок»                                                  | 금곡                      | «Geumgok»                                          | Район Бук, Пусан               |                     | Естакадна з береговими платформами | 30 червня 1999  |
| 239         | «Хопхо»                                                   | 호포                      | «Hopo»                                             | Місто Янсан, Південний Кьонсан |                     | Естакадна з острівною платформою   | 30 червня 1999  |
| 240         | «Чингсан»                                                 | 증산                      | «Jeungsan»                                         | Місто Янсан, Південний Кьонсан |                     | Естакадна з береговими платформами | 24 вересня 2015 |
| 241         | «Кампус Янсан Пусанського національного університету»     | 부산대양산캠퍼스          | «Pusan National University Yangsan Campus»         | Місто Янсан, Південний Кьонсан |                     | Естакадна з береговими платформами | 1 жовтня 2009   |
| 242         | «Намянгсан»                                               | 남양산                    | «Namyangsan»                                       | Місто Янсан, Південний Кьонсан |                     | Естакадна з береговими платформами | 10 січня 2008   |
| 243         | «Янсан»                                                   | 양산                      | «Yangsan»                                          | Місто Янсан, Південний Кьонсан |                     | Естакадна з береговими платформами | 10 січня 2008   |

## Галерея

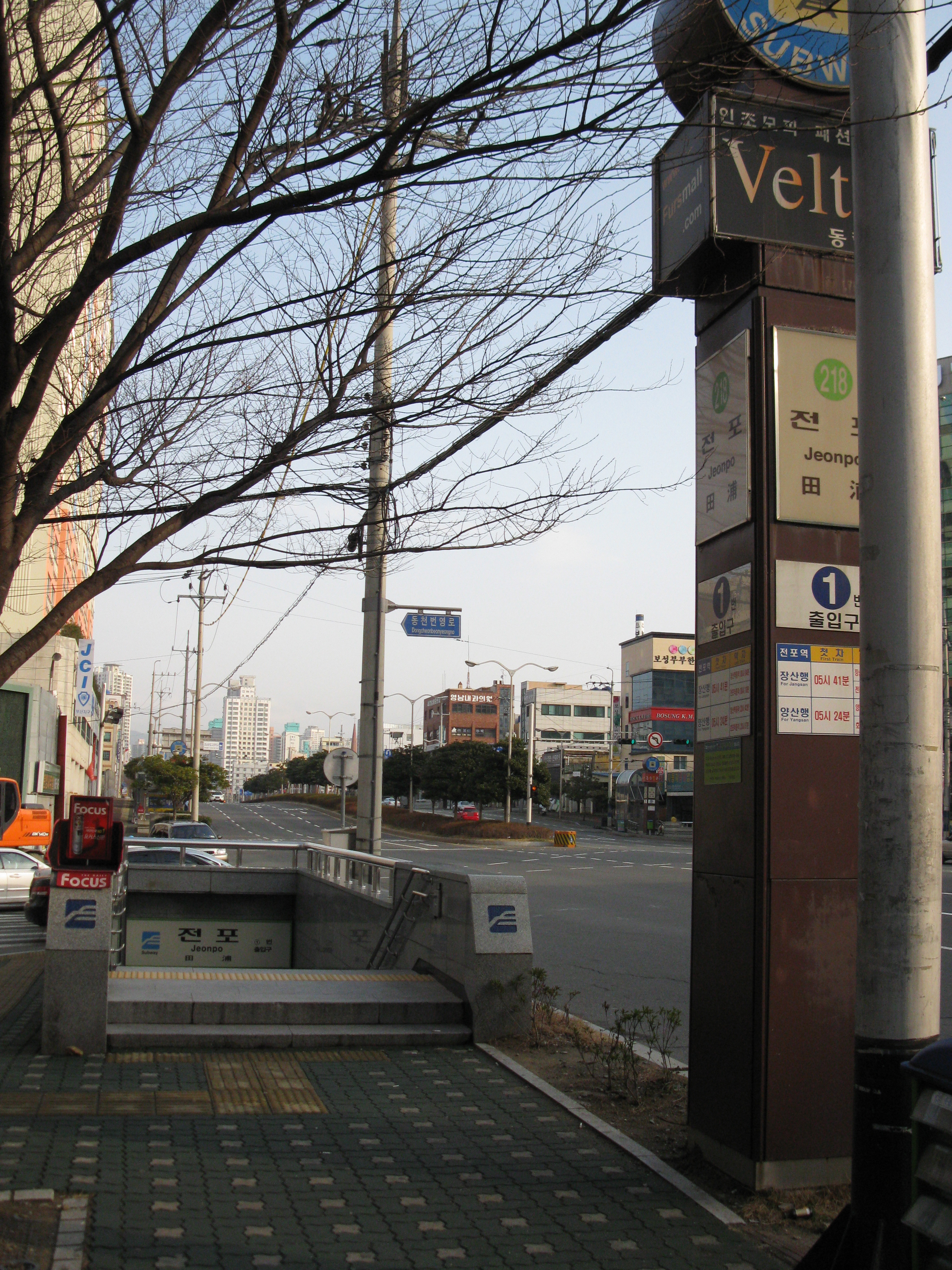
Типовий вихід з підземної станції
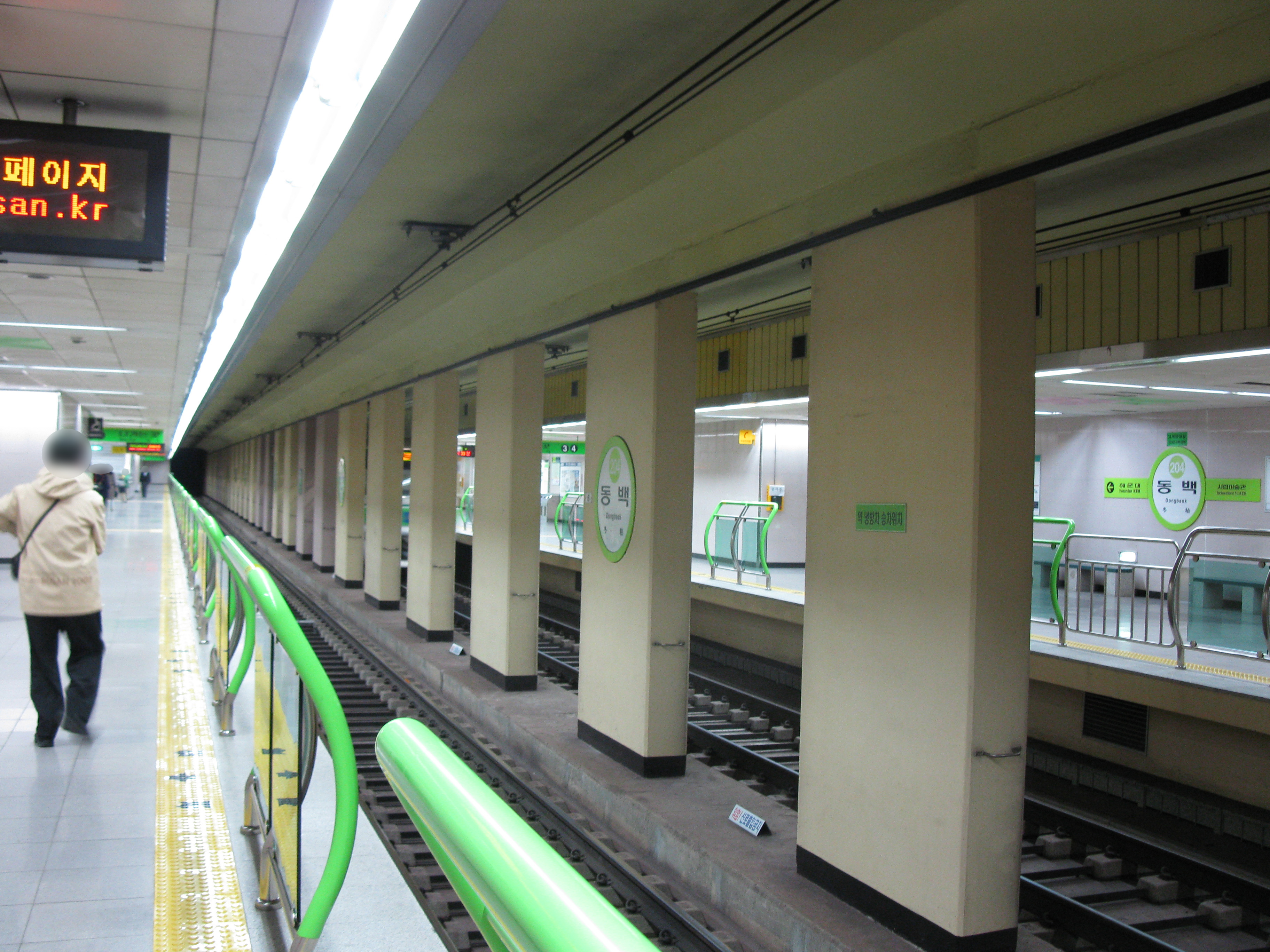
Типова підземна станція «Донгбек» до встановлення станційних дверей
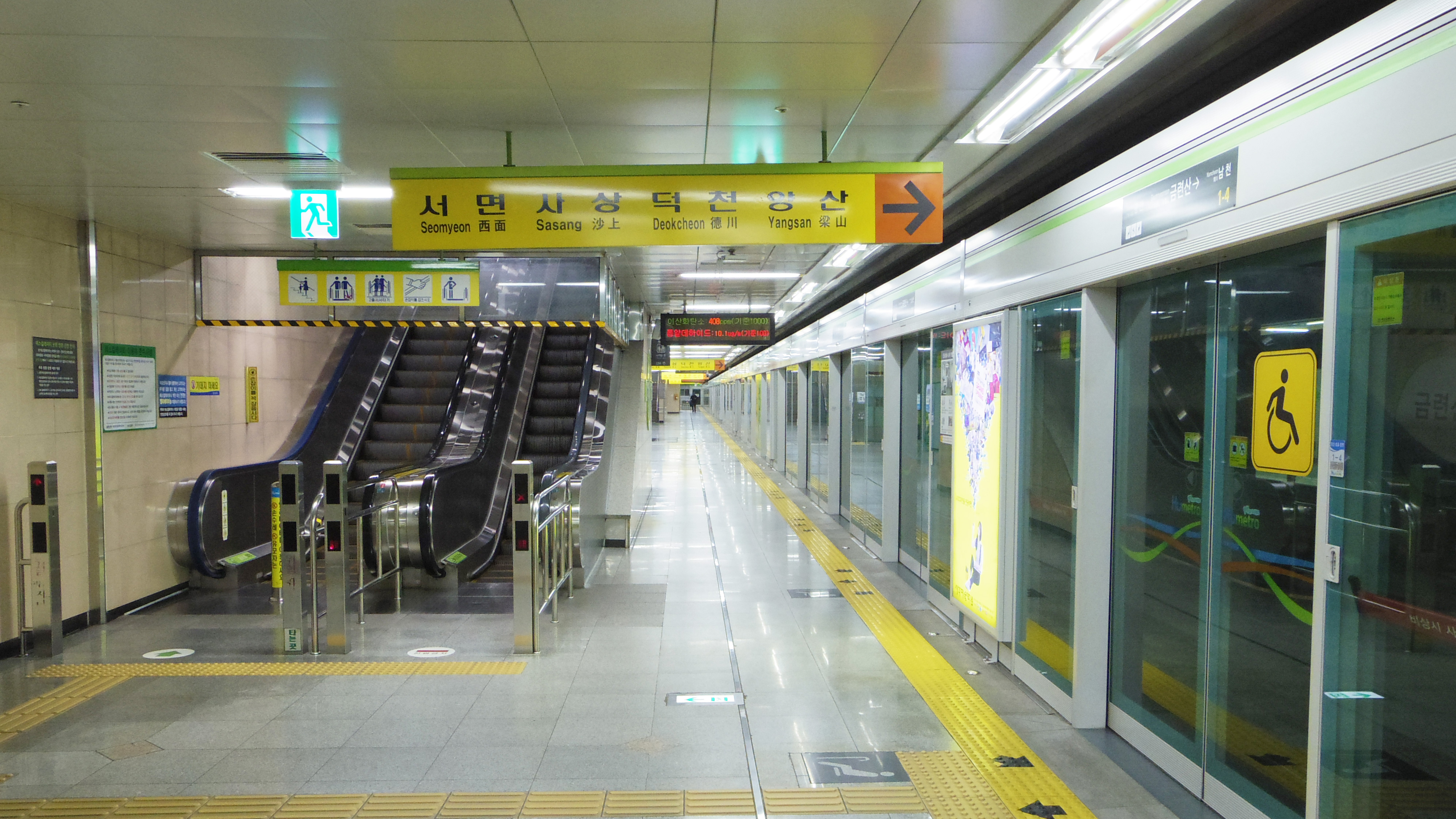
Станція «Кимньонсан» зі встановленими після реконструкції станційними дверима
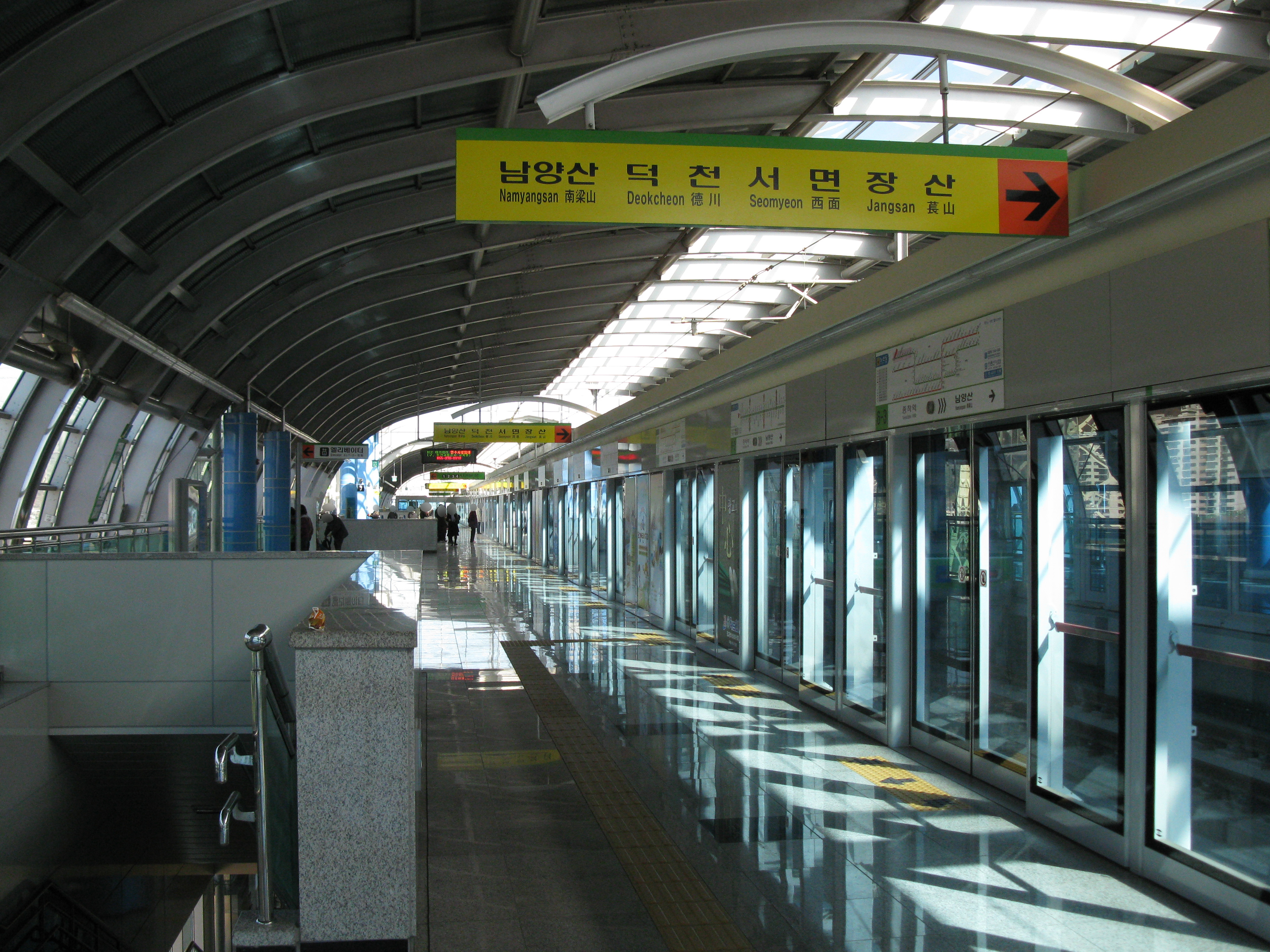
Платформа кінцевої естакадної станції «Янсан»